# Petraliella magna
Petraliella magna är en mossdjursart som först beskrevs av d'Orbigny 1852.  Petraliella magna ingår i släktet Petraliella och familjen Petraliellidae. Inga underarter finns listade i Catalogue of Life.